# Naranjo de Culcas
Naranjo de Culcas es un caserío peruano ubicado en el distrito de Frías, perteneciente a la provincia de Ayabaca del departamento de Piura, al norte del Perú.

## Ubicación
Naranjo de Culcas se ubica al suroeste de la provincia de Ayabaca, en el distrito de Frías, en el departamento de Piura.

## Demografía
En 2017 Naranjo de Culcas tenía una población de 184 habitantes.